# Nguyễn Đình Tứ
Giáo sư, Tiến sĩ Nguyễn Đình Tứ (1932-1996) là một nhà vật lý hạt nhân, nhà lãnh đạo nền khoa học Việt Nam. Ông nguyên là Ủy viên Bộ Chính trị, Bí thư Trung ương Đảng, Trưởng ban Khoa giáo Trung ương, nguyên Viện trưởng Viện Năng lượng nguyên tử quốc gia, nguyên Bộ trưởng Bộ Đại học và Trung học chuyên nghiệp Cộng hòa Xã hội Chủ nghĩa Việt Nam.

## Sơ lược tiểu sử
- Ông sinh ngày 1 tháng 10 năm 1932 tại xã Song Lộc, huyện Can Lộc tỉnh Hà Tĩnh trong một gia đình trí thức nghèo.
- Ông học phổ thông tại Trường Trung học Phan Đình Phùng (Hà Tĩnh), ban Toán - Lý Trường chuyên khoa Huỳnh Thúc Kháng.
- Từ năm 1951-1957, ông được Nhà nước cử sang Trung Quốc học tập. Tại đây ông đã theo học chuyên ban (2 năm), học Trung văn (1 năm) và học ngành Thủy lợi - Thủy điện trong 4 năm ở Đại học Vũ Hán, Trung Quốc.
- Đến giữa năm 1957, ông tốt nghiệp loại ưu. Sau đó, ông được Nhà nước chọn, cử lãnh đạo một đoàn gồm 3 nhà khoa học trẻ của Việt Nam: Nguyễn Đình Tứ, Dương Trọng Bái và Nguyễn Hữu Công sang công tác tại Viện Liên hiệp nghiên cứu hạt nhân Dubna (Liên Xô cũ) làm thực tập sinh ở một chuyên ngành gần với chuyên ngành Đại học của ông.
- Tại đây, ông là cộng tác viên, người lãnh đạo tập thể khoa học quốc tế thuộc Phòng thí nghiệm Năng lượng cao (LVE) và là một trong những tác giả chính của hơn 50 công trình nghiên cứu khoa học trong thập niên 1960.
- Năm 1961, khi vừa tròn 30 tuổi, Nguyễn Đình Tứ đã thay mặt nhóm phát minh, báo cáo kết quả phát minh tại diễn đàn Hội nghị khoa học quốc tế ở Tây Âu.
- Về nước (năm ?), ông đã dành nhiều tâm lực cho việc hình thành ngành Năng lượng nguyên tử của đất nước và là người đặt nền móng cho ngành năng lượng nguyên tử[1]. Sau 5 năm, từ một phòng nghiên cứu thuộc Ủy ban khoa học và kỹ thuật Nhà nước do ông lãnh đạo, tháng 4/1976, Viện nghiên cứu hạt nhân Viện Năng lượng Nguyên tử Quốc gia trực thuộc Ủy ban khoa học và kỹ thuật Nhà nước được thành lập do ông làm Viện trưởng trong thời gian dài (1976 - 1993)[2].
- Ông từng là Phó Chủ tịch Hội Vật lý Việt Nam (1966-1985), Phó Hiệu trưởng Trường Đại học Tổng hợp Hà Nội (tháng 7 năm 1971 - tháng 3 năm 1976),
- Năm 1976 ông bắt đầu tham gia chính trường, giữ chức Thứ trưởng (tháng 4 - tháng 6 năm 1976) rồi Bộ trưởng Bộ Đại học và Trung học chuyên nghiệp (tháng 6 năm 1976 - tháng 2 năm 1987), Chủ nhiệm Ủy ban Khoa học, Công nghệ và Môi trường của Quốc hội, Bí thư Trung ương Đảng, Trưởng ban Ban Khoa giáo Trung ương Đảng (1991).
- Tại phiên họp trù bị Đại hội VIII, ngày 27 tháng 6 năm 1996, ông được bầu làm Ủy viên Bộ Chính trị. Ngày 28 tháng 6, Đại hội khai mạc; 20 giờ tối hôm 28, ông qua đời đột ngột sau một tai biến bất thường. Ngày 30 tháng 6, ông vẫn được Đại hội chính thức bầu vào Bộ Chính trị. Sau đó người ta mới báo tang và làm các thủ tục tang lễ.
- Năm 2000 ông được truy tặng Giải thưởng Hồ Chí Minh về Khoa học và công nghệ cho Cụm công trình: "Nghiên cứu tương tác của các hạt cơ bản và hạt nhân ở năng lượng cao và phát hiện phản hạt hyperon sigma âm".
- Ngày 30 tháng 7 năm 2007, ông được Chủ tịch nước truy tặng Huân chương Hồ Chí Minh.

## Gia đình
- Vợ ông là Giáo sư, Tiến sĩ, Thầy thuốc Nhân dân Nguyễn Thu Nhạn, nguyên Giám đốc Bệnh viện Nhi TW, hiện là Chủ tịch Hội Nhi khoa Việt Nam. Hai con trai ông là Nguyễn Mạc Hà và Nguyễn Việt Hùng.[3].

Gia đình ông Tứ có tất cả bảy anh em (sáu trai và một gái), được cha mẹ đặt tên là Thiên, Tứ, Nhân, Nhật, Lương, Đống, Cường, toàn những cái tên hay (Thiên-Tứ, Nhân-Nhật, Lương-Đống-Cường). Và cả thảy 7 anh em đều học cao, đỗ đạt cao: Nhà giáo Nguyễn Đinh Thiên, GS.TS Nguyễn Đình Tứ, Nhà giáo ưu tú Nguyễn Đinh Nhân, PGS TS Nguyễn An Lương, BS Nguyễn Thị Bạch Nhật, TS Nguyễn Cự Đống, GS TSKH Nguyễn Tự Cường.

## Vinh danh
Hiện nay, tên của ông được đặt tên cho một con phố ở Hà Nội, nối từ ngã tư Cổ Nhuế - Đức Thắng - Phố Viên đến đường Phạm Văn Đồng ở gần ngã tư Xuân Đỉnh. Ở Vũng Tàu, con đường mang tên ông nằm ở Phường 10, nối từ Đại lộ 3 Tháng 2 ra bãi biển Thủy Tiên.